# 숫명다래나무
숫명다래나무(학명 Lonicera coreana Nakai)는 인동과에 속하는 나무로 한국의 고유종이다.

## 특징
한국의 호남지방과 경기도, 강원도의 산지에서 자라며 높이 2~3m의 낙엽관목이다.  왕괴불나무와 비슷하나 잎이나 꽃이 왕괴불나무보다는 작다. 숫명다래나무의 잎은 길이 3~6cm로서 타원형이고 가장자리가 밋밋한 편이다. 앞면에는 털은 없으나 뒷면 맥 위에는 털이 약간 있다.  꽃은 황백색이고 잎겨드랑이에 달린다. 꽃자루는 부드러운 잔털이 있다. 열매는 2개씩 붙어 있으며 붉게 익는다. 숫명다래나무 꽃은 5월에 핀다.